# Bidarakere, Channarayapatna
Bidarakere là một làng thuộc tehsil Channarayapatna, huyện Hassan, bang Karnataka, Ấn Độ.